# Palazzo Verospi Vitelleschi

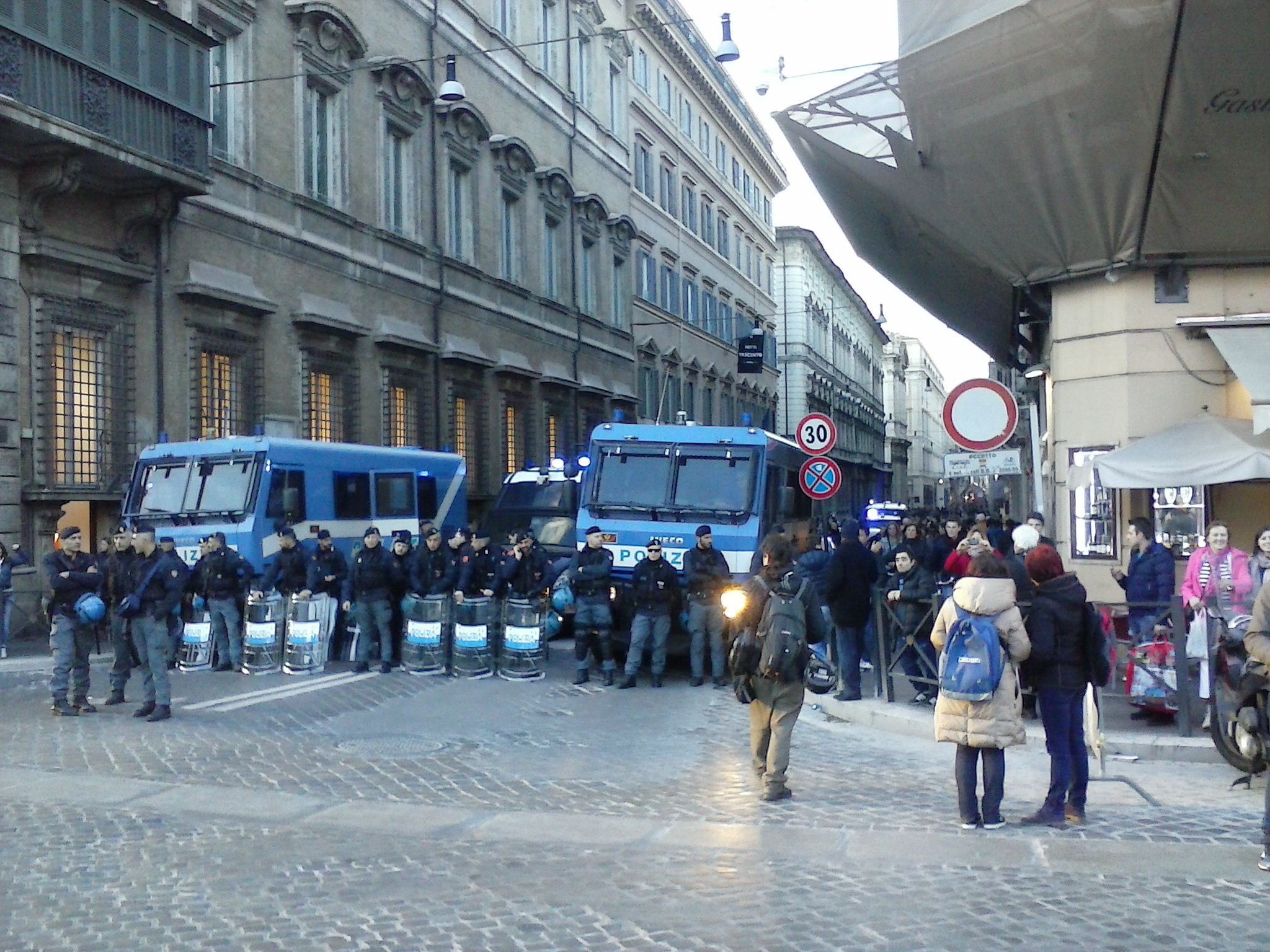
Nesta imagem da Via del Corso a partir da Piazza Venezia, o primeiro palácio à esquerda é o Palazzo Bonaparte e, adjacente, está o Palazzo Verospi Vitelleschi.

Palazzo Verospi Vitelleschi é um palácio localizado no número 300 da Via del Corso, no rione Pigna de Roma, na esquina com o Vicolo Doria e adjacente ao vizinho Palazzo Bonaparte.

## História
Este palácio foi originalmente construído em 1580 para a família Vitelleschi e passou depois para as famílias Tassi e Verospi. De origem úmbria, a família Vitelleschi enriqueceu através do comércio de animais na região de Città di Castello perto da metade do século XIV graças a Vitellozzo I. Dela vieram muitos generais do exército papal, o que acabou resultando numa mudança para a cidade de Roma, onde ficava a corte. Contudo, os conflitos aumentaram e Vitellozzo II acabou sendo assassinado por ordem de Cesare Borgia em 1503. Em 1560, a família se tornou nobre e no mesmo ano iniciou a construção de seu palácio na prestigiosa Via del Corso.

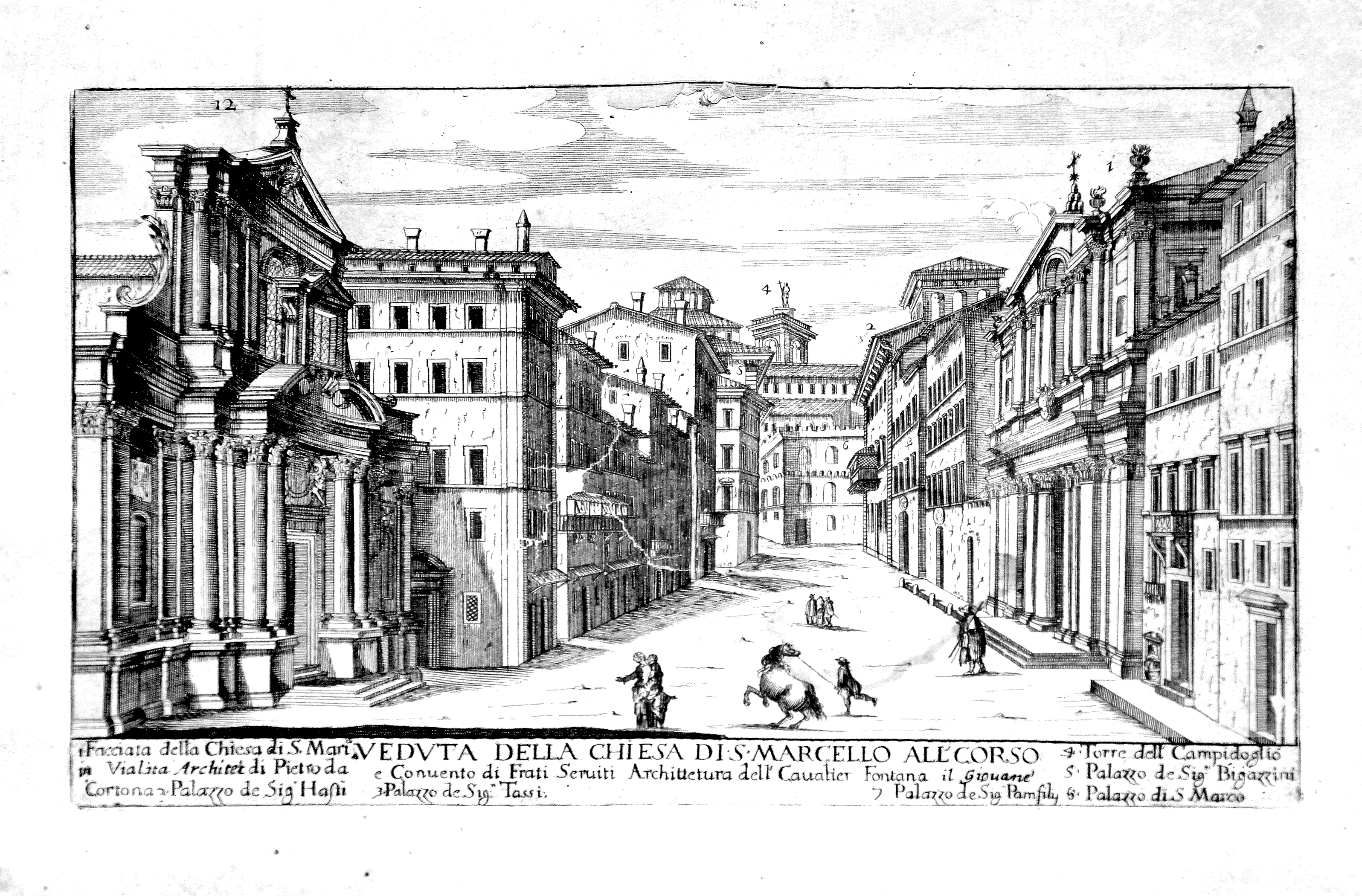
Gravura de Giovanni Battista Falda (década de 1660), o aspecto original do palácio (chamado de Palazzo dei Signori Tassi) pode ser visto à direita, ao lado do Palazzo Bonaparte (com sua característica varanda fechada), no número 3.

Em 1660, o palácio passou para o marquês Antonio Tassi, que se casou com Sulpizia Vitelleschi. Cinco anos depois, Bellori, em sua "Nota delli Musei", recorda que neste palácio ficava abrigada a coleção de obras antigas de Ippollito Vitelleschi, entre as quais uma Minerva de alabastro restaurada com cabeça e mãos de metal por Francesco Fiammingo (atualmente na Villa Albani).
Em 1774, o palácio passou como herança para a família Verospi, comerciantes espanhóis inscritos entre os nobres romanos em 1746. Contudo, a família se extinguiu em 1775 depois que o marquês Girolamo Verospi faleceu sem filhos homens. Sua filha, Virginia, se casou com um membro da também nobre família dos Gavotti, de Gênova.

## Descrição
O palácio, reconstruído em 1887 pelo arquiteto Luigi Tedeschi, se apresenta em quatro pisos de nove janelas cada, arquitravadas e com tímpano triangular no piso nobre, com arquitraves no segundo e no terceiro e molduras simples no quarto. No piso térreo, se abre um portal arquitravado flanqueado por aberturas comerciais e encimado por uma varanda que agrupa as três janelas centrais do piso nobre.